# Calappa
Cúm núm (còn gọi là cua khúm núm, cúm hay núm biển, danh pháp khoa học: Calappa) là một chi cua biển trong họ Calappidae. Chúng thường sống ở vùng biển gần bờ, sát bãi biển. Khi chạm tay vào, dù có cặp càng khá rắn chắc nhưng con vật này chỉ biết co cúm lại nên bị núm, bắt dễ dàng. Vì vậy mới được gọi là cúm núm.

## Các loài

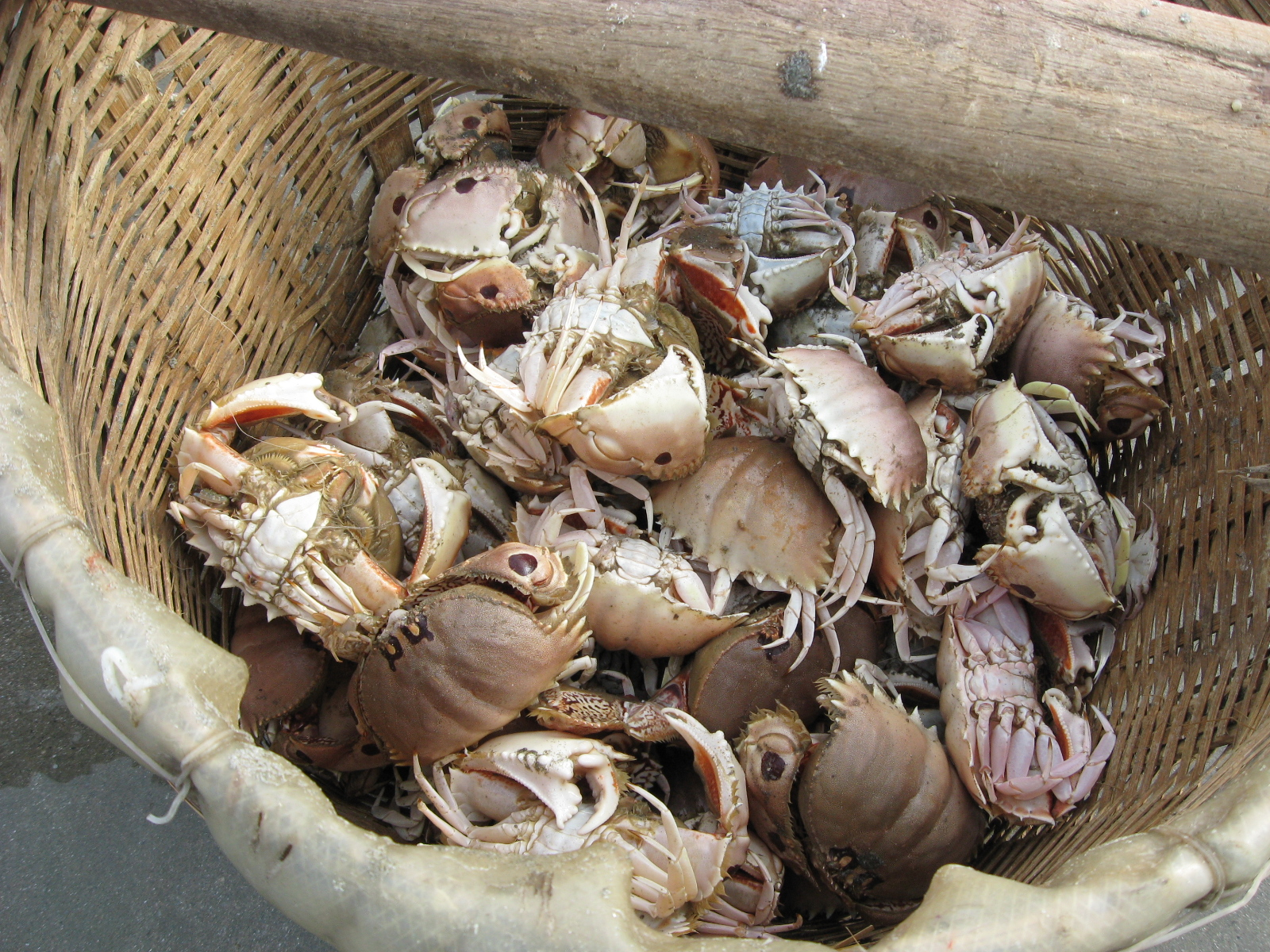
Cúm núm ở vùng Mũi Né, Việt Nam

Có 43 loài còn tồn tại trong chi này
- Calappa acutispina Lai, Chan & Ng, 2006
- Calappa africana Lai & Ng, 2006
- Calappa bicornis Miers, 1884
- Calappa bilineata Ng, Lai & Aungtonya, 2002
- Calappa calappa (Linnaeus, 1758)
- Calappa capellonis Laurie, 1906
- Calappa cinerea Holthuis, 1958
- Calappa clypeata Borradaile, 1903
- Calappa conifera Galil, 1997
- Calappa convexa Saussure, 1853
- Calappa dumortieri Guinot, 1962
- Calappa exanthematosa Alcock & Anderson, 1894
- Calappa flammea (Herbst, 1794)
- Calappa galloides Stimpson, 1859
- Calappa gallus (Herbst, 1803)
- Calappa granulata (Linnaeus, 1758)
- Calappa guerini De Brito Capello, 1871
- Calappa hepatica (Linnaeus, 1758)
- Calappa japonica Ortmann, 1892
- Calappa karenae Ng & Lai, 2012
- Calappa liaoi Ng, 2002
- Calappa lophos (Herbst, 1782)
- Calappa monilicanthus Latreille, 1812
- Calappa nitida Galil, 1997
- Calappa ocellata Holthuis, 1958
- Calappa ocularia Holthuis, 1958
- Calappa pelii Herklots, 1851
- Calappa philargius (Linnaeus, 1758)
- Calappa pokipoki Ng, 2000
- Calappa pustulosa Alcock, 1896
- Calappa quadrimaculata Takeda & Shikatani, 1990
- Calappa rosea Jarocki, 1825
- Calappa rubroguttata Herklots, 1851
- Calappa sebastieni Galil, 1997
- Calappa springeri Rathbun, 1931
- Calappa sulcata Rathbun, 1898
- Calappa tortugae Rathbun, 1933
- Calappa torulosa Galil, 1997
- Calappa tuberculata (Fabricius, 1793)
- Calappa tuerkayana Pastore, 1995
- Calappa undulata Dai & Yang, 1991
- Calappa woodmasoni Alcock, 1896
- Calappa yamasitae Sakai, 1980

Ở Việt Nam ghi nhận các loài trong chi này gồm: 
- Cua khúm lúm Lopho (Calappa lophos)
- Cua khúm lúm Putu	(Calappa pustulasa)
- Cua khúm lúm Phila (Calappa philargius)